# Шалфей прутьевидный
Шалфей прутьевидный (лат. Salvia virgata) — многолетнее растение, вид рода Шалфей (Salvia) семейства Яснотковые (Lamiaceae).

## Распространение и экология
Встречается в Юго-Восточной Европе, Малой Азии, Иране, Ираке, Средней Азии, Пакистане. На территории России встречается в европейской части, на Кавказе.
Растёт по луговым горным склонам, на лесных лужайках и опушках ореховых и лиственных лесов, чаще как сорное по краям полей.

## Ботаническое описание
Многолетнее растение высотой 50—100 см.
Стебель одиночный, прямой, простой, короче соцветия, реже такой же длины, облиственный, внизу опушенный многоклеточными длинными волосками, в соцветии опушение более густое.
Прикорневые и нижние стеблевые листья эллиптические, продолговатые или яйцевидно-продолговатые, длиной 7,5—15,5 см, шириной 3,5—7 см, тупые или округлые на верхушке, при основании немного сердцевидные, по краю городчатые, двояко городчатые или почти лопастные, морщинистые. Верхние стеблевые и прицветные — ланцетные, сидячие, по краю почти лопастные, опушённые.
Соцветие очень длинное, с двумя-тремя парами торчащих, длинных прутьевидных ветвей, с многочисленными (до 20—40) шестицветковыми ложными мутовками. Цветки на цветоножках в 3 раза короче чашечки. Чашечка длиной 8—9 мм, верхняя губа короче нижней, полуокруглая, с тремя короткими сближенными зубчиками, нижняя губа трёхзубчатая. Тычинки немного выставляются из-под нижней губы.
Плод — орешек, шаровидный, диаметром 2 мм, сглаженно-трёхгранный, тёмно-бурый, очень мелко бугорчатый.
Цветёт в июне — октябре. Плоды созревают в августе — сентябре.

## Значение и применение
В листьях и стеблях содержится до 0,01 % эфирного масла, а в семенах — до 23 % жирного высыхающего масла, по качеству близкого маслу шалфея мускатного.
Цветки шалфея прутьевидного могут быть использованы как пряность в рыбной, консервной и пищеконцентратной промышленности.
Медонос.

## Классификация

### Таксономия
Вид Шалфей прутьевидный входит в род Шалфей (Salvia) подсемейства Котовниковые (Nepetoideae) семейства Яснотковые (Lamiaceae) порядка Ясноткоцветные (Lamiales).
|  |                                      |  |                                                             |                                                             |                      |  | ещё 21 семейство (согласно Системе APG II) | ещё 21 семейство (согласно Системе APG II)  |                                             |  |  |  | ещё 110—130 родов   | ещё 110—130 родов       |  |  |
|  |                                      |  |                                                             |                                                             |                      |  | ещё 21 семейство (согласно Системе APG II) | ещё 21 семейство (согласно Системе APG II)  |                                             |  |  |  | ещё 110—130 родов   | ещё 110—130 родов       |  |  |
|  |                                      |  |                                                             | порядок Ясноткоцветные                                      |                      |  |                                            |                                             | подсемейство Котовниковые                   |  |  |  |                     | вид Шалфей прутьевидный |  |  |
|  |                                      |  |                                                             | порядок Ясноткоцветные                                      |                      |  |                                            |                                             | подсемейство Котовниковые                   |  |  |  |                     | вид Шалфей прутьевидный |  |  |
|  | отдел Цветковые, или Покрытосеменные |  |                                                             |                                                             | семейство Яснотковые |  |                                            |                                             | род Шалфей                                  |  |  |  |                     |                         |  |  |
|  | отдел Цветковые, или Покрытосеменные |  |                                                             |                                                             |                      |  |                                            |                                             |                                             |  |  |  |                     |                         |  |  |
|  |                                      |  | ещё 44 порядка цветковых растений (согласно Системе APG II) | ещё 44 порядка цветковых растений (согласно Системе APG II) |                      |  |                                            | ещё 7 подсемейств (согласно Системе APG II) | ещё 7 подсемейств (согласно Системе APG II) |  |  |  | ещё 700 — 900 видов |                         |  |  |
|  |                                      |  |                                                             | ещё 44 порядка цветковых растений (согласно Системе APG II) |                      |  |                                            |                                             | ещё 7 подсемейств (согласно Системе APG II) |  |  |  |                     |                         |  |  |